# Eileen Mary Casey
Pour les articles homonymes, voir Casey.
Eileen Mary Casey (1881–1972) est une suffragette, traductrice et enseignante australo-britannique.

## Biographie
Eileen Mary Casey est née le 4 avril 1881 à Deniliquin, Nouvelle-Galles du Sud, en Australie. Elle est le premier enfant du Dr Phillip Forth Casey, chirurgien, et d'Isabella Julia Agnes Raey. La famille déménage en fonction des fonctions de Philippe Casey, d'abord à Deniliquin, puis, en avril 1882, à Hay. En mars 1890, son père met fin à ses fonctions hospitalières en Australie et la famille s'installe en Europe, durant quelque temps à Göttingen, en Allemagne, où Eileen apprend à parler couramment l'allemand, puis en Angleterre.

## Suffragette
Casey est inspirée par Emmeline Pankhurst qu'elle a vue lors d'un rassemblement. Après cela, elle devient membre de la Women's Social and Political Union (WSPU) et elle est considérée comme une « super militante ». En 1911, Casey est l'une des personnes impliquées dans le Window Smashing Raid de la WSPU à Londres. Elle échappe à l'arrestation tandis que plus de 213 autres suffragettes sont arrêtées.
La WSPU demandent aux suffragettes qui brisent les fenêtres de ne pas s'attaquer aux bureaux des affaires commerciales du Queensland et de Victoria car les femmes ont le droit de vote en Australie. L'année suivante aux côtés de sa mère, Isabella Casey, et de la suffragette Olive Walton, elle participe à une nouvelle opération.

## Emprisonnements

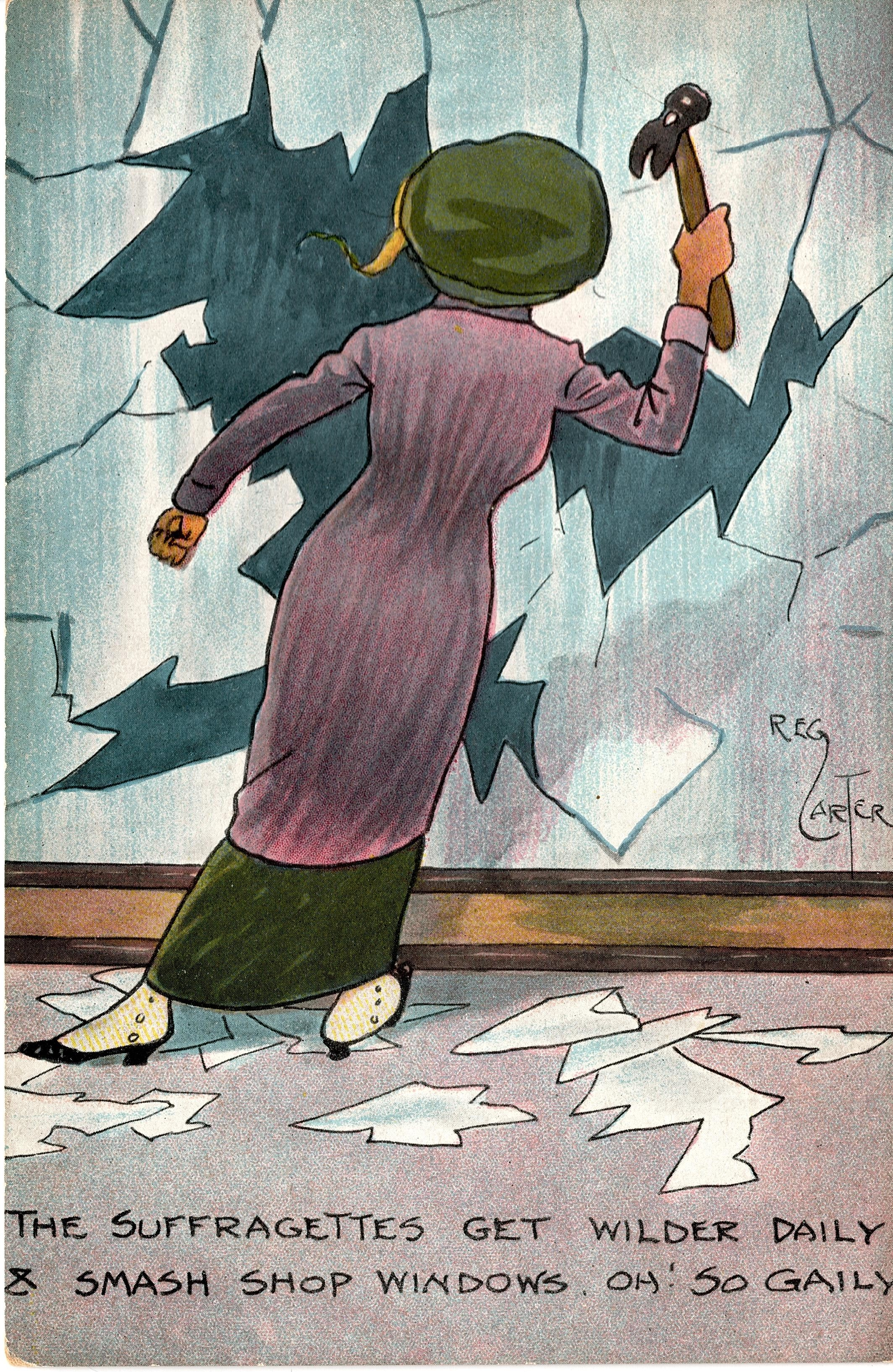
Affiche de bris de fenêtre par une suffragette.

En mars 1912, elle est emprisonnée à Holloway pendant quatre mois pour des «dommages» qui consistent à briser les vitrines de la boutique de Marshall et Snelgrove à Oxford Street. En prison, elle participe à une grève de la faim et est alimentée de force, et avec Mary Ann Hilliard et d'autres, elle brode secrètement son nom sur le Mouchoir des suffragettes juste sous le nez de la gardienne. Casey reçoit une Hunger Strike Medal de la WSPU pour son emprisonnement le 4 mars 1912, date à laquelle de nombreuses femmes sont arrêtées pour une campagne militante de bris de vitres. La citation gravée sur la barre est "For Valour" et l'inscription dit
« Présentée par la Women's Social and Political Union en reconnaissance d'une action courageuse, par laquelle un grand principe de justice politique a été justifié par l'endurance jusqu'à la dernière extrémité de la faim et des difficultés. »
Les rubans des médailles sont aux couleurs de la WSPU, vert blanc et violet.
Le 17 mars 1913, elle est arrêtée sous le nom de « Eleanor Cleary » pour « avoir placé une substance nocive dans une boîte aux lettres ». Elle est libérée après avoir payé une amende. En juin 1913, Casey et sa fille Bella soutiennent l'idée de Kitty Marion selon laquelle mettre le feu à la tribune d'un hippodrome de Hurst Park, Hampton Court serait (en référence à l'acte d'Emily Davison de se jeter sous le cheval du roi au derby d'Epsom), un « signal des plus appropriés, non seulement comme protestation habituelle, mais en l'honneur de l'acte audacieux de notre camarade ». En octobre 1913, elle est arrêtée sous le nom d'« Irene Casey », à Bradford, condamnée à trois mois de prison et entame une grève de la faim. Elle est libérée en vertu de la loi « Cat and Mouse ». Elle s'échappe en s'habillant en tenue d'homme tandis que sa mère, Isabella, s'habille en Eileen. Elle est absente pendant huit mois lorsqu'elle est arrêtée en juin 1914 à Nottingham pour possession d'explosifs. Elle est soupçonnée d'avoir participé à l'incendie provoqué par des suffragettes qui ravage l'église All Saints de Breadsall. Elle est incarcérée à la prison de Holloway, puis de Winson Green et alimentée de force. Elle est condamnée à 15 mois de prison le 28 juillet 1914, puis libérée lors de l'amnistie générale au moment du déclenchement de la Première Guerre mondiale.

## Carrière d'enseignante
C'est pendant la Première Guerre mondiale qu'Eileen Casey devient « landgirl » et jardinière à Kew Gardens. De 1923 à 1940, elle s'installe au Japon pour enseigner l'anglais. Lorsque la Seconde Guerre mondiale éclate, elle s'installe en Australie où elle devient traductrice pour le Board of Censors et participe à la branche australienne de la Suffragette Fellowship. Elle devient le maître d'une Emulation Lodge. 
Elle se réinstalle définitivement en Angleterre en 1951. En 1956, elle devient membre de Calling All Women et participe aux activités de l'Église catholique libérale anglaise. Casey meurt le 12 octobre 1972 à Lee-on-the-Solent, dans le Hampshire.